# Albert Gabard
Albert Gabard (* 8. Juni 1909 oder 5. Juni 1908 in Châteauroux; † 5. März 1985 in Paris) war ein französischer Radrennfahrer.

## Sportliche Laufbahn
1930 war er zunächst als Unabhängiger und ab 1931 als Berufsfahrer aktiv.
1931 gewann er das Etappenrennen Tour de Corrèze vor Robert Brugère, 1932 wurde er Zweiter der Rundfahrt. In der Deutschland-Rundfahrt 1931 belegte er den 34. Rang im Endklassement. In der Tour de l’Ouest war er auf einer Etappe erfolgreich. 1933 kam Gabard bei Paris–Lille auf den 2. Platz hinter Jean Wauters. 1934 wurde er Zweiter in der Trophée des Grimpeurs hinter Marcel Mazeyrat.
Bei Bordeaux–Paris wurde er Vierter. 1936 siegte er im Rennen Paris–Limoges. 1937 fuhr er erneut die Deutschland-Rundfahrt und wurde als 24. klassiert. Im Giro d’Italia 1935 kam er auf den 34. Rang.